# 위로부터의 개혁
위로부터의 개혁(revolution from above)은 특정 국가나 집단의 지도자나 엘리트 계층이 주도하는 정치사회적 변화를 일컫는 표현으로 스페인의 작가 호아킨 코스타(Joaquin Costa)가 고안한 단어다. 

## 사례
- 갑오개혁
- 을미개혁
- 독립협회
- 광무개혁
- 변법자강
- 명치유신
- 계몽전제군주
- 흐루쇼프의 탈스탈린화
- 탄지마트
- 케말주의
- 백색혁명